# SEC23IP
SEC23IP‏ (SEC23 interacting protein) هوَ بروتين يُشَفر بواسطة جين SEC23IP في الإنسان.